# Alfred Douglas
Lord Alfred Bruce Douglas (Powick, Worcestershire, Inglaterra, 22 de octubre de 1870 - Lancing, Sussex, Inglaterra, 20 de marzo de 1945) fue un escritor y poeta inglés conocido por haber sido amante de Oscar Wilde.

## Biografía
Douglas nació en el seno de la nobleza escocesa, como hijo de John Sholto Douglas, 9.º marqués de Queensberry, y Sibyl Montgomery. Su padre, considerado el formador del boxeo moderno, fue el promotor de las Reglas del marqués de Queensberry.
Lord Alfred fue educado en el Winxenford School y en el Winchester College, antes de asistir al Magdalen College, Oxford, que abandonó sin graduarse.
Conoció a Oscar Wilde en 1891 y pronto empezó una relación con él. Cuando su padre, el marqués de Queensberry, descubrió la relación homosexual de su hijo, insultó públicamente a Wilde con una violenta nota dejada en el club que el escritor irlandés frecuentaba. La nota, la tarjeta de visita del marqués, llevaba impresa la siguiente frase: «For Oscar Wilde posing as a somdomite [sic]» (Traducción aproximada: 'Para Oscar Wilde, que alardea de sodomita').
Wilde denunció, acto seguido, a Queensberry por difamación e injurias. La confrontación fue violentándose y Wilde cuenta en "De Profundis" que fue el mismo Douglas quien lo animó a enfrentarse con su propio padre. Wilde a su vez fue acusado de "grave indecencia", un eufemismo de la época para referirse a la homosexualidad pública o privada; por ello fue llevado a juicio, el cual perdió y se convirtió en uno de los mayores escándalos de la sociedad de la época. Wilde fue encarcelado durante dos años. Cuando salió se fue a vivir con Douglas a Nápoles durante tres meses y posteriormente vivió en París, donde murió en soledad.
La relación entre Alfred Douglas y Oscar Wilde fue recreada por el novelista español Luis Antonio de Villena en su obra El charlatán crepuscular.

## Obras
En 1902 Douglas se casó con Olive Eleanor Custance, una poetisa de familia adinerada. Tuvieron un hijo, Raymond, que murió en 1964. Douglas fue editor de una revista literaria, The Academy, de 1907 a 1910. Douglas publicó numerosos volúmenes de poesía (incluidos Collected Poems, 1919; The Complete Poems of Lord Alfred Douglas, 1928; y Sonetos, 1935), algunos de los cuales fueron muy valorados. Escribió dos libros acerca de su relación con Wilde: Oscar Wilde and Myself (1914, en su mayor parte escrito en realidad por T.W.H Crosland, el director asistente de The Academy) y Oscar Wilde: A Summing Up (1940); además de una autobiografía: The Autobiography of Lord Alfred Douglas (1931).
Su poema Dos amores (1882) fue utilizado en el proceso contra Wilde y termina con el famoso verso que se refiere a la homosexualidad como: "the love that dare not speak its name" ("el amor que no se atreve a decir su nombre").

## Controversias
Douglas, ferviente racista, tradujo Los protocolos de los Sabios de Sion en 1919. Fue la primera traducción al inglés de este famoso libelo escrito por la Ojrana (la policía secreta zarista) con la intención de difamar al pueblo judío. Los últimos años de su vida abandonó dichas ideas y se convirtió al catolicismo, abrazando su ala más conservadora.
Tuvo una vida llena de juicios, en los que se alternaba como acusador y acusado. El más notorio fue el que tuvo con Winston Churchill en 1923. En él, Douglas fue hallado culpable de difamar a Churchill y fue sentenciado a seis meses de cárcel. Douglas propagó el rumor de que Churchill había formado parte de una conjura para asesinar a Herbert Kitchener, el secretario de Estado para la Guerra. Kitchener murió el 5 de junio de 1916 durante una misión diplomática a Rusia.
Douglas dijo que nunca se recuperó de su dura experiencia en la cárcel. Mientras estuvo en la cárcel, en una irónica burla del texto De profundis de Wilde, escribió el que es considerado su mejor poema, In Excelsis, que contiene 17 cantos. Como las autoridades no le dejaron salir de la cárcel con el poema, se vio obligado a reescribirlo de memoria una vez fuera de la cárcel, aunque algunos dicen que esto no fue más que una nueva treta de Douglas, y reescribió el poema por entero fuera de la rigurosidad carcelaria. Douglas murió el 20 de marzo de 1945 de insuficiencia cardiaca congestiva en Lancing (West Sussex), a la edad de 74 años. Fue sepultado en el Monasterio de los Franciscanos en Crawley (West Sussex), donde está enterrado junto a su madre.